# Peggy Nadramia
Peggy Nomeupau Nadramia, (ur. w Nowym Jorku jako Margaret Nadramia) znana również jako Magistra Nadramia – amerykańska dziennikarka, publicystka i kapłanka. Nadramia 30 kwietnia 2002 roku została Najwyższą Kapłanką Kościoła Szatana zaopiniowana przez ówczesną kapłankę Blanche Barton. Jej mężem jest Peter H. Gilmore - Najwyższy Kapłan Kościoła Szatana. Publikowała na łamach czasopisma The Black Flame wydawanego przez Kościół Szatana.

## Publikacje
- Peggy Nadramia, Narcopolis & Other Poems, 1989, Hell’s Kitchen Productions, ISBN 0-9623286-1-8
- Anton Szandor LaVey, The Satanic Witch, Feral House, 2003, ISBN 0-922915-84-9 (przedmowa)
- Peter H. Gilmore, The Satanic Scriptures, 2007, Scapegoat Publishing, ISBN 0-9764035-9-5 (przedmowa)